# Presa de Certascan
La Presa de Certascan és una presa situada en el naixement del riu de Certascan, nom de capçalera del riu Noguera de Cardós, entre la Serra de Llurri, el Pic de Punturri i el Cap de Canalets, a la capçalera de la vall Ferrera, i que té una altitud de 2.025 metres.
Rep l’aigua dels estanys de Certascan i Punturri, i alimenta la canalització soterrada provinent de l'Estany de Romedo de Baix que impulsa les turbines de les centrals de Montamara i Tavascan a través del salt de Gueron. La presa de Certascan injecta a la canalització fins a 1 metre cúbic per segon.